# Dahmer vs. Gacy
Dahmer vs. Gacy es una película de comedia de terror 2010 estadounidense dirigida por Ford Austin y escrita por Andrew J. Rausch. La película ganó el Premio del Público en el Festival Internacional de Cine de Bare Bones 2010. 

## Argumento
Un laboratorio secreto del gobierno dirigido por el Dr. Stravinsky (Peter Zhmutski) ha estado tratando de crear el asesino final utilizando el ADN de asesinos infames tales como Jeffrey Dahmer (Ford Austin) y John Wayne Gacy (Randal Malone), pero hay un gran problema: ellos han escapado. Un sangriento caos se extiende a través de los Estados Unidos a medida que los asesinos desatan la última ola de asesinatos. Ringo (Ford Austin), un guerrero entrenado por Dios (Harland Williams) tendrá la tarea de detenerlos, usando sólo una escopeta y una botella de whisky.

## Reparto
- Peter Zhmutski - Dr. Stravinsky
- Ethan Phillips - X-13[2]
- Art LaFleur - Dr. Hess[3]
- Irwin Keyes - Dr. Pruitt
- Randal Malone - John Wayne Gacy[4]
- Ford Austin - Jeffrey Dahmer[5]
- Jerry Maren - Mime
- Felissa Rose - Joanie Farana[6]
- Steven Adler - Stevie[7]
- Katie Lohmann - Valerie Winters
- Harland Williams - God[8]
- Del Howison - Bum
- Debbie Rochon - Female Hitchhiker
- Rachel Reynolds - Ninja 1
- Jed Rowen - Sargeant Pollard
- David Stay - Rob Phillips
- Bonnie Aarons - General Arbogas
- Elissa Dowling - Jezebel[9]
- George Reynolds - Police Chief Bellagio
- Anya Benton - Daisy Daniels
- Alana Curry - Holly Richards
- Marc Wasserman - Boz Hasseldorf
- Deron Miller - Charles Manson
- Jamie Carson - Melanie Potter
- Wade Stanton - Richard